# Kleine freie Männer
Kleine freie Männer (englischer Titel: The Wee Free Men) ist ein Fantasyroman von Terry Pratchett. Es ist der dreißigste Scheibenwelt-Roman.
Kleine freie Männer wurde 2003 publiziert. Ort der Handlung ist das Kreideland. Kleine freie Männer gehört zu den Hexengeschichten, obwohl Oma Wetterwachs und Nanny Ogg nur eine Nebenrolle spielen und die Hauptlast der Geschichte auf der neunjährigen Tiffany Weh ruht. Nach Maurice, der Kater ist es der zweite mit „Ein Märchen von der Scheibenwelt“ untertitelte Roman. Es folgen noch vier weitere Romane, die Tiffany Wehs Älterwerden und ihre Hexenausbildung begleiten: Ein Hut voller Sterne, Der Winterschmied, Das Mitternachtskleid und Die Krone des Schäfers.
Im englischen Original orientierte Terry Pratchett die Sprache der Kleinen freien Männer (im Original: Nac Mac Feegle) am schottischen Englisch. Der Übersetzer Andreas Brandhorst gibt dies durch norddeutsch gefärbte Umgangssprache wieder („Hey jimmy, ha’ ye no got a pommes frites for an ol’ pal?“ – „He Junge, hasse nich’ Pommes frites für’n alten Kumpel?“).

## Deutsche Ausgaben
- Kleine freie Männer

(2005) Manhattan, Hardcover, ISBN 978-3442545865
(2006) Goldmann, Taschenbuch, ISBN 978-3442463091

## Handlung
Kleine freie Männer ist der Eröffnungsroman der Tiffany-Weh-Pentalogie, die wiederum eine Untergruppe der Hexengeschichten der Scheibenwelt ist. Erzählt wird die Geschichte der neunjährigen Tiffany Weh (engl.: Tiffany Aching) aus dem Kreideland. Sie ist die zwanzigste Enkelin der unlängst verstorbenen Sarah Weh, der unübertroffen besten Schäferin des Landes. Wahrscheinlich war Oma Weh eine Hexe, der nie jemand gesagt hat, dass sie eine ist.
Tiffany selbst versteht sich recht gut aufs Käsemachen, zeigt aber keine besonderen magischen Fähigkeiten. Was sie nicht daran hindert, Hexe werden zu wollen, zumal die rehbraune Augen- und Haarfarbe ihr die Rolle der Prinzessin definitiv verwehrt. Diese klare Geisteshaltung treibt sie wohl auch an, als sie, nur mit einer eisernen Bratpfanne bewaffnet, die Feenkönigin aus ihrem Land vertreibt. Damit rettet sie, eher widerwillig, ihren kleinen, klebrigen Bruder Willwoll und Roland, den dümmlichen Sohn des Barons. Zugegeben, sie hat Unterstützung bei diesem gefährlichen Unterfangen, aber es gibt Leute, die diese Unterstützer für abenteuerlicher halten als das Abenteuer selbst.
Ein Clan der Wir sind die Größten!, wie sie sich selbst nennen, lebt in der Nähe von Oma Wehs Hüttenplatz. Diese Kleinen freien Männer sind ca. 15 cm große Kobolde. Sie tragen Kilts, sind am ganzen Körper blau tätowiert und beschäftigen sich bevorzugt mit Prügeleien, Besäufnissen und Diebstahl, wobei keine Prioritäten gesetzt werden und am besten allem gleichzeitig nachgegangen wird. Die Wir sind die Größten! haben also einen Ruf, und zwar einen verdammt schlechten, wie Rob Irgendwer, der Große Mann des Clans, stolz betont. Allerdings liegt ihre Kelda, eine Art Königin, im Sterben und bestimmt Tiffany, wenn auch nur für kurze Zeit, zur neuen Kelda. Ihre Jungs dürfen nämlich nicht eine Minute ohne die strenge Führung eines logisch denkenden Frauengehirns sein. Für kurze Zeit ist Tiffany damit Rob Irgendwers Verlobte und langzeitig ändert sich ihr Status grundlegend dahingehend, dass sie nie mehr ohne die beobachtende Unterstützung des Clans sein wird.
Die Kleinen freien Männer sind es also, die ihr beim Kampf gegen die Feenkönigin zur helfen. Dazu sind sie quasi prädestiniert, schließlich waren die Nac Mac Feegles früher selbst der Königin untertan, bis sie von ihr, angeblich wegen permanenter Trunkenheit, des Feenreichs verwiesen wurden. Natürlich haben die Wir sind die Größten! eine eigene Version dieser Geschichte, aber da Lügen ebenfalls zu ihren Lieblingsbeschäftigungen zählt, mangelt es der etwas an Glaubwürdigkeit.
Beim finalen Showdown allerdings haben die Kobolde ihre Finger nicht mehr im Spiel. Als es die Feenkönigin tatsächlich wagt, das alte Land zu betreten, zeigt sich, dass Tiffanys Berufswunsch so falsch nicht sein kann. Die Magie des Kreidelands selbst manifestiert sich in ihrem Wunsch in Gestalt von Oma Weh und ihren Schäferhunden. Sie fegt die eitle Feenkönigin mit einer lässigen Handbewegung zurück in ihr Parasitenuniversum.
Nachdem alles vorbei ist, taucht die Hexensucherin Fräulein Tick mit der versprochenen Hilfe in Gestalt von Nanny Ogg und Esme Wetterwachs auf. Sie kann kaum glauben, was hier vorgegangen ist. Nach gängiger Theorie kann weiche Kreide weder eine Hexe hervorbringen, noch sie bei ihrem Tun unterstützen. Sie muss sich von Frau Wetterwachs belehren lassen, dass der Kern der Kreide im Kreideland härtester Feuerstein ist. Darauf fußt Tiffanys offensichtliche Macht.
Zum Schluss sind fast alle glücklich und zufrieden. Der klebrige Bruder Willwoll liegt in den Armen seiner Mutter, der Baron hat seinen verlorenen Roland zurück und erzählt stolz, wie sein tapferer Sohn die armen Kindchen gerettet hat, und Tiffany beißt sich auf die Zunge. Es würde ihr eh niemand glauben, wenn sie versuchte, die Geschichte zu korrigieren. Letztlich ist es ihr egal, denn sie hat, sobald sie etwas älter sein wird, die Garantie auf einen Ausbildungsvertrag bei einer anderen Hexe. Stolz trägt sie ihren neuen, unsichtbaren Hut – ein Geschenk von Frau Wetterwachs, das noch einmal für viel Ärger sorgen wird.

## Hörbuch
- Gekürzte Fassung, Sprecher Boris Aljinovic, Random House Audio, Deutschland (2008)
- Ungekürzte Fassung, Sprecher Michael-Che Koch, Random House Audio, Deutschland (2013)

## Rezeption
2004 wurde der Roman mit dem Locus Award in der Kategorie „Young Adult Book“ ausgezeichnet.

## Belege
1. ↑  Liste der Preisträger des Locus Awards (Memento des Originals vom 29. September 2014 im Internet Archive)  Info: Der Archivlink wurde automatisch eingesetzt und noch nicht geprüft. Bitte prüfe Original- und Archivlink gemäß Anleitung und entferne dann diesen Hinweis., gesehen am 8. März 2010